# Галф-Гіллс (Міссісіпі)
Галф-Гіллс (англ. Gulf Hills) — переписна місцевість (CDP) в США, в окрузі Джексон штату Міссісіпі. Населення — 8526 осіб (2020).

## Географія
Галф-Гіллс розташований за координатами 30°25′40″ пн. ш. 88°48′42″ зх. д. / 30.42778° пн. ш. 88.81167° зх. д. (30.427870, -88.811778).  За даними Бюро перепису населення США в 2010 році переписна місцевість мала площу 21,11 км², з яких 19,84 км² — суходіл та 1,27 км² — водойми.

## Демографія
Згідно з переписом 2010 року, у переписній місцевості мешкали 7144 особи в 2749 домогосподарствах у складі 1957 родин. Густота населення становила 338 осіб/км².  Було 3215 помешкань (152/км²).
Расовий склад населення:
| - 75,1 % — білих - 13,9 % — чорних або афроамериканців - 6,4 % — азіатів - 0,3 % — корінних американців - 0,1 % — вихідців з тихоокеанських островів - 1,4 % — осіб інших рас |

До двох чи більше рас належало 2,9 %. Частка іспаномовних становила 3,8 % від усіх жителів.
За віковим діапазоном населення розподілялося таким чином: 25,3 % — особи молодші 18 років, 61,4 % — особи у віці 18—64 років, 13,3 % — особи у віці 65 років та старші. Медіана віку мешканця становила 35,7 року. На 100 осіб жіночої статі у переписній місцевості припадало 95,9 чоловіків;  на 100 жінок у віці від 18 років та старших — 93,0 чоловіків також старших 18 років.
Середній дохід на одне домашнє господарство  становив 72 188 доларів США (медіана — 58 256), а середній дохід на одну сім'ю — 84 019 доларів (медіана — 67 500). Медіана доходів становила 40 302 долари для чоловіків та 39 201 долар для жінок. За межею бідності перебувало 13,8 % осіб, у тому числі 19,8 % дітей у віці до 18 років та 15,8 % осіб у віці 65 років та старших.
Цивільне працевлаштоване населення становило 4058 осіб. Основні галузі зайнятості: мистецтво, розваги та відпочинок — 28,1 %, освіта, охорона здоров'я та соціальна допомога — 17,5 %, виробництво — 13,4 %, роздрібна торгівля — 10,2 %.